# 목서
목서(木犀)는 물푸레나무과의 늘푸른 넓은잎 떨기나무이다. 중국 원산으로 한국에서는 남부 지역에 서식한다. 금목서와 대비하여 은목서라고 부르기도 한다.

## 생태
키는 3 미터까지 자라며, 밑에서 여러 줄기가 올라와 우산 모양을 이룬다. 잎은 마주나며, 타원 모양 또는 넓은 바소꼴이고 끝이 뾰족하고 잎 가장자리에 잔톱니가 있거나 밋밋하다. 길이는 7~12 센티미터, 너비는 2.5~4 센티미터쯤 된다. 표면은 반들반들하며 짙은 녹색이며, 안으로 조금 접혀 있다. 꽃은 9월에 잎겨드랑에서 뭉쳐 달리는데 황백색이다. 향기가 매우 좋으며 짙다. 열매는 타원 모양의 핵과로 꽃 핀 다음해 10월에 짙은 보라색으로 열린다.

## 문화
중국에서는 목서를 계수(桂樹)라 불렀으며, 달에 심어져 있다고 믿었다. 전설에 따르면 오강(吳剛)이 달나라의 계수나무(목서)를 베는 형벌을 받았는데, 베는 자리마다 새로운 가지가 돋아났다고 한다. 한국에서는 이것이 달에 계수나무가 심겨 있다는 전설로 전해졌다.

## 사진

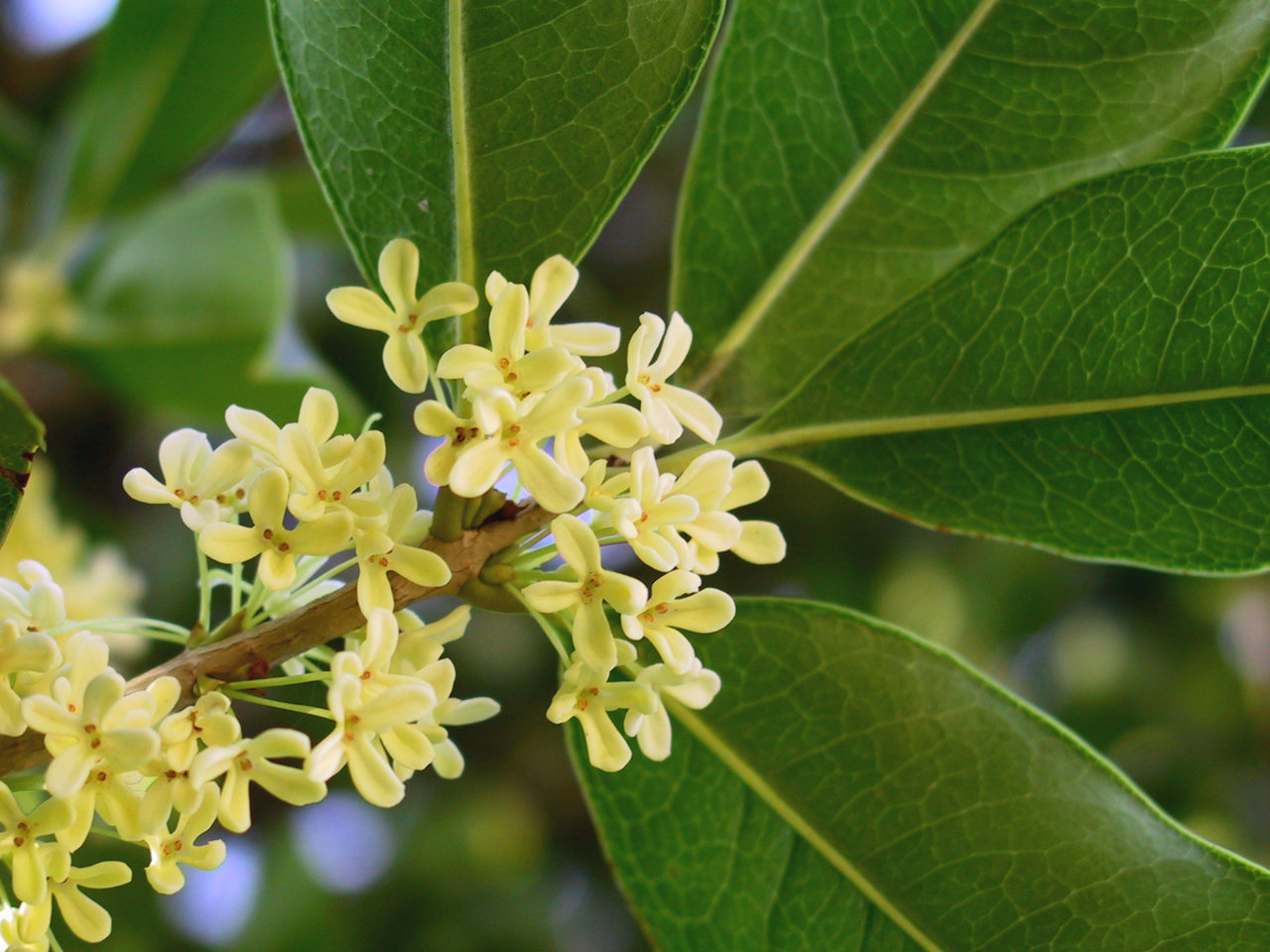
꽃 가까이
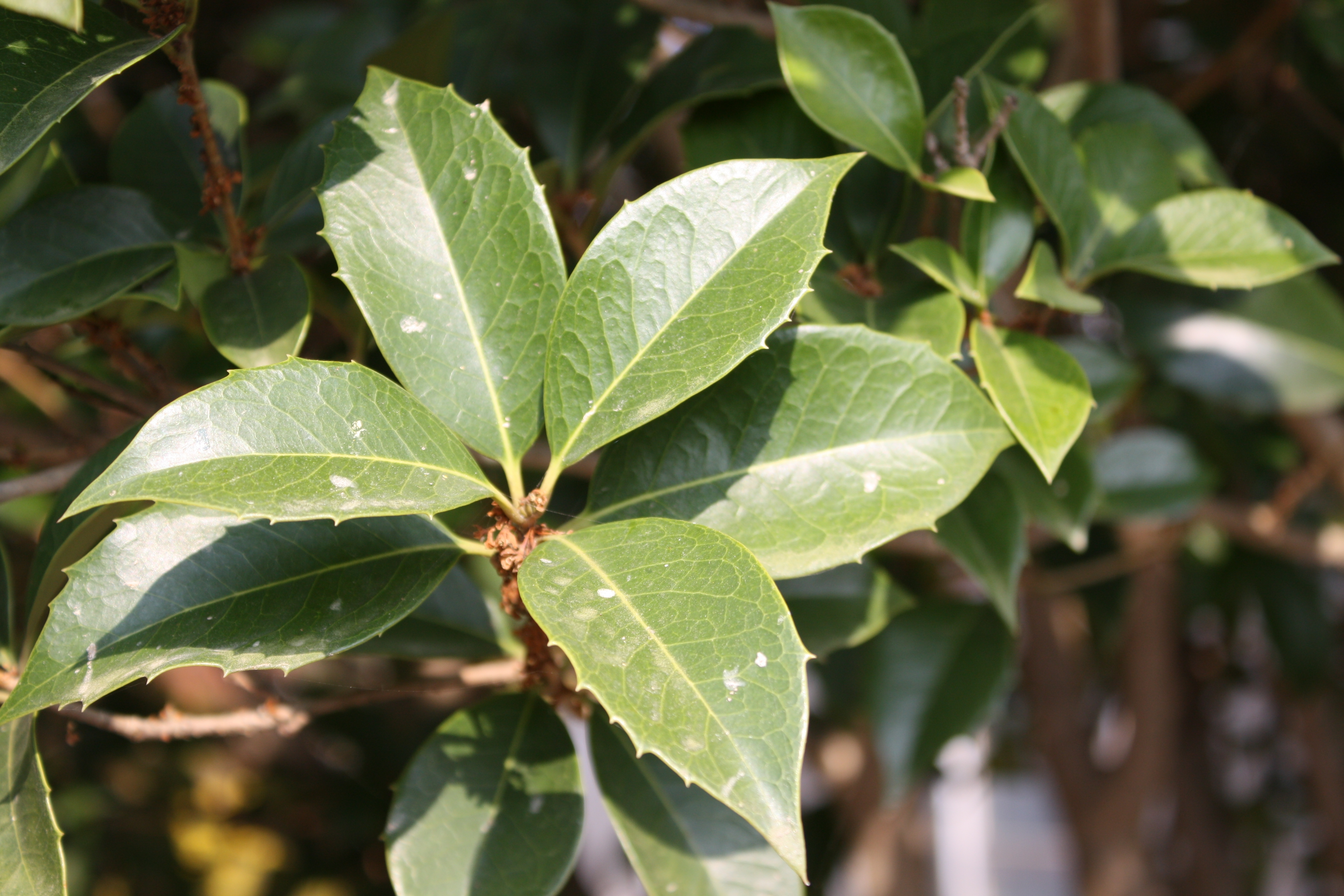
잎
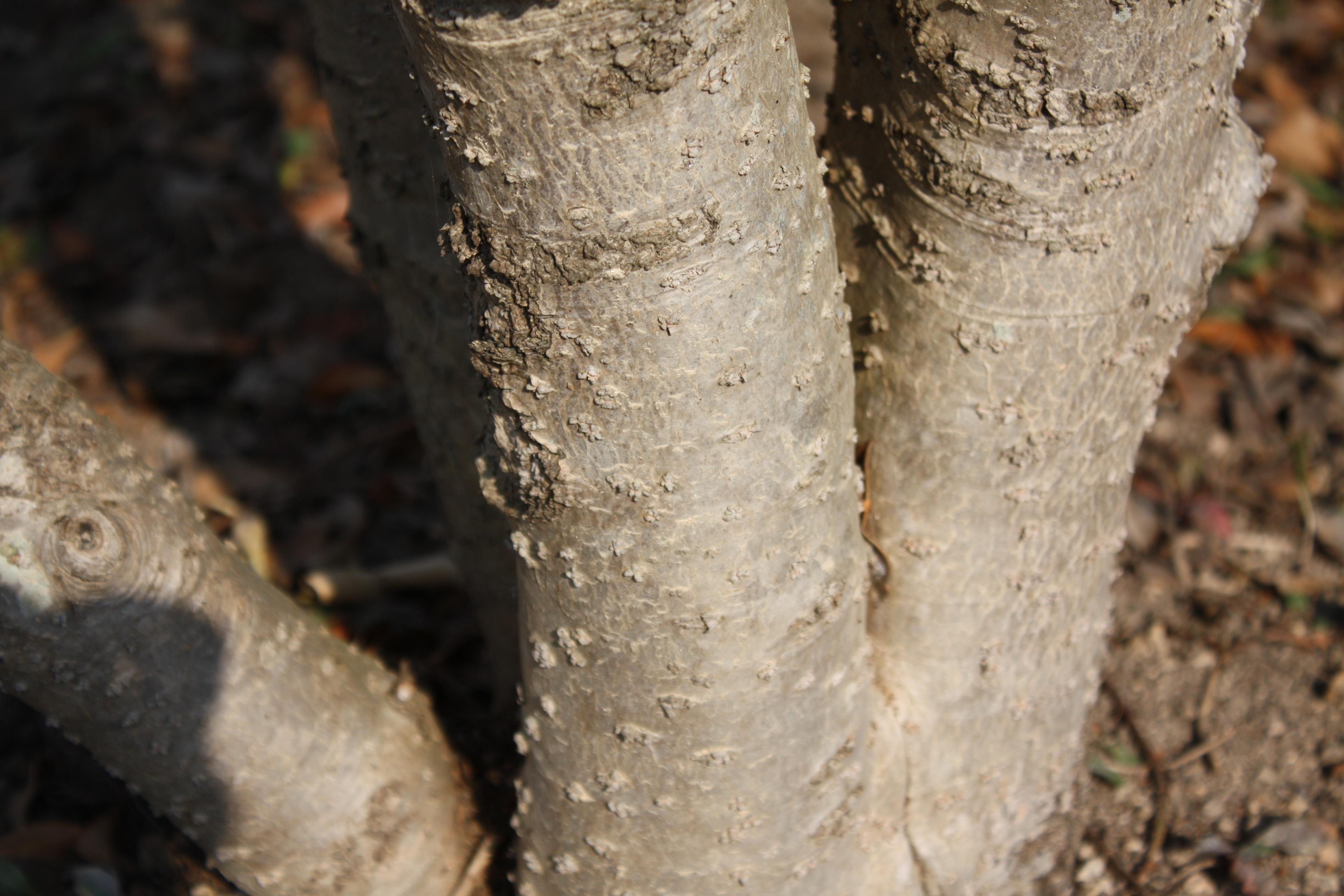
줄기

## 참고 문헌
- 《조경수목 핸드북》(광일문화사, 2000) ISBN 89-85243-25-X
- 《나무 쉽게 찾기》(진선출판사, 2004) ISBN 978-89-7221-414-4